# Tijmen Jan Loggers
Tijmen Jan Loggers (Zwolle, 16 november 1900 – Rijssen, 22 september 1984) was een Nederlands architect die de principes van de Engelse cottagestijl vanaf 1931 in praktijk bracht. Tijdens de Tweede Wereldoorlog was hij een belangrijk verzetsman. Hij is van groot belang geweest voor de periode van wederopbouw na de Tweede Wereldoorlog.
Tijmen Jan Loggers werd geboren als een helft van een tweeling. Zijn tweelingbroer Gerrit Gesinus werd burgemeester van Wieringermeer en Aalsmeer. Zijn jongere broer Amelius was burgemeester van Wormer.
Door zijn liefde voor de natuur en reizen naar Engeland, halverwege de twintiger jaren van de vorige eeuw, werd de basis gelegd voor zijn ontwerpen. Hij nam de typische kenmerken van de Engelse cottagestijl in zijn ontwerpen op, waarbij een groot aantal landhuizen en boerderijen van zijn tekentafel kwam. Door de kenmerkende eenvoud en functionaliteit zijn ook nu nog deze bouwwerken in harmonie met de omgeving. Zijn ontwerpen van landhuizen en boerderijen werden gekenmerkt door rieten daken, schilderachtige erkers, spectaculaire schoorstenen en kozijnen met een kleine ruitverdeling. Veel van zijn bouwwerken zijn bewaard gebleven.

## Loopbaan

### Beginperiode
Tijmen Jan volgde eerst de driejarige ambachtsschool en daarna, tot 1920, de Eerste Technische School voor Bouwkunde in Zwolle. Hij werd technisch-tekenaar bij de Dienst Gemeentewerken in Zwolle en werkte daar tot 1931. Tevens was hij van 1926 tot 1931 directeur-leraar aan de Avond Ambachtsschool in Elburg. In 1931 werd hij zelfstandig architect en legde zich toe op het ontwerpen van landhuizen voor de beter gesitueerden. Ook zette hij zich in voor het behoud van het natuurgebied De Holterberg. Hij ontwierp rond 1933, met behoud van de natuur, een uitbreidingsplan voor bebouwing van de Holterberg. In datzelfde jaar kwam ook het ontwerp voor zijn eigen woning op de Holterberg, Panochtus, van zijn hand. In 1935 werd hij lid van het NIVA en vervolgens van de BNA en in 1937 ging hij een samenwerkingsverband aan met prof. ir.J.G. Wattjes na een gezamenlijke verbouwing van een landhuis tot hotel op de Holterberg.

### Tweede Wereldoorlog
Vanwege sympathieën met de Duitse bezetter van de BNA bedankte Tijmen Jan in 1941 voor dat lidmaatschap. Hij ging werken voor het verzet, werd gezocht door de Duitsers. In 1944 vluchtte hij met zijn gezin naar Okkenbroek, waar hij samen met zijn vrouw, het verzetswerk en de verzending van voedselpakketten voor inwoners van westen van Nederland voortzette. De stencilmachine van het architectenbureau diende voor het drukken van de illegale krant De vrije bazuin in Nieuw Heeten. Zijn villa werd geconfisqueerd en ingericht als veldhospitaal. Zijn archief had hij moeten achterlaten, maar zijn vrouw had veel stukken weten te begraven.

### Naoorlogse tijd
Na de oorlog werd Tijmen Jan bouwkundig adviseur oorlogsschade bij verscheidene diensten van het Ministerie van Openbare Werken en Wederopbouw. Dit bleef hij tot begin vijftiger jaren, waarna hij in dienst trad als bouwadviseur bij het Ministerie van Financiën en gaf ook bouwkundige adviezen aan het ABP voor de beleggingen in woningbouwprojecten. In 1960 trad hij in dienst bij het ABP waar hij de supervisie kreeg over alle bouwkundige plannen en projecten. In 1956 had hij reeds als architect BNA een architectenbureau opgericht in Wassenaar, waar hij ook woonde. In 1965 vertrok hij bij het ABP en vestigde zich met zijn architectenbureau in Rijssen. Doordat hij in deze periode tot 1975 vele architecten adviseerde, leverde hij indirect een belangrijke bijdrage aan de wederopbouw van Nederland.

## Andere ontwerpers Engelse landhuisstijl
Andere ontwerpers van deze bouwstijl waren: Marinus van de Wall, Adrianus Leijen, Henk Fels, Jacob Fels en Anthonie Pieter Smits.

## Monumentenlijsten
In Holten kwam een aantal ontwerpen op de Rijksmonumentenlijst, terwijl in Apeldoorn en Nederhemert enkele ontwerpen op de gemeentelijk monumentenlijst voorkomen.

## Ontwerpen

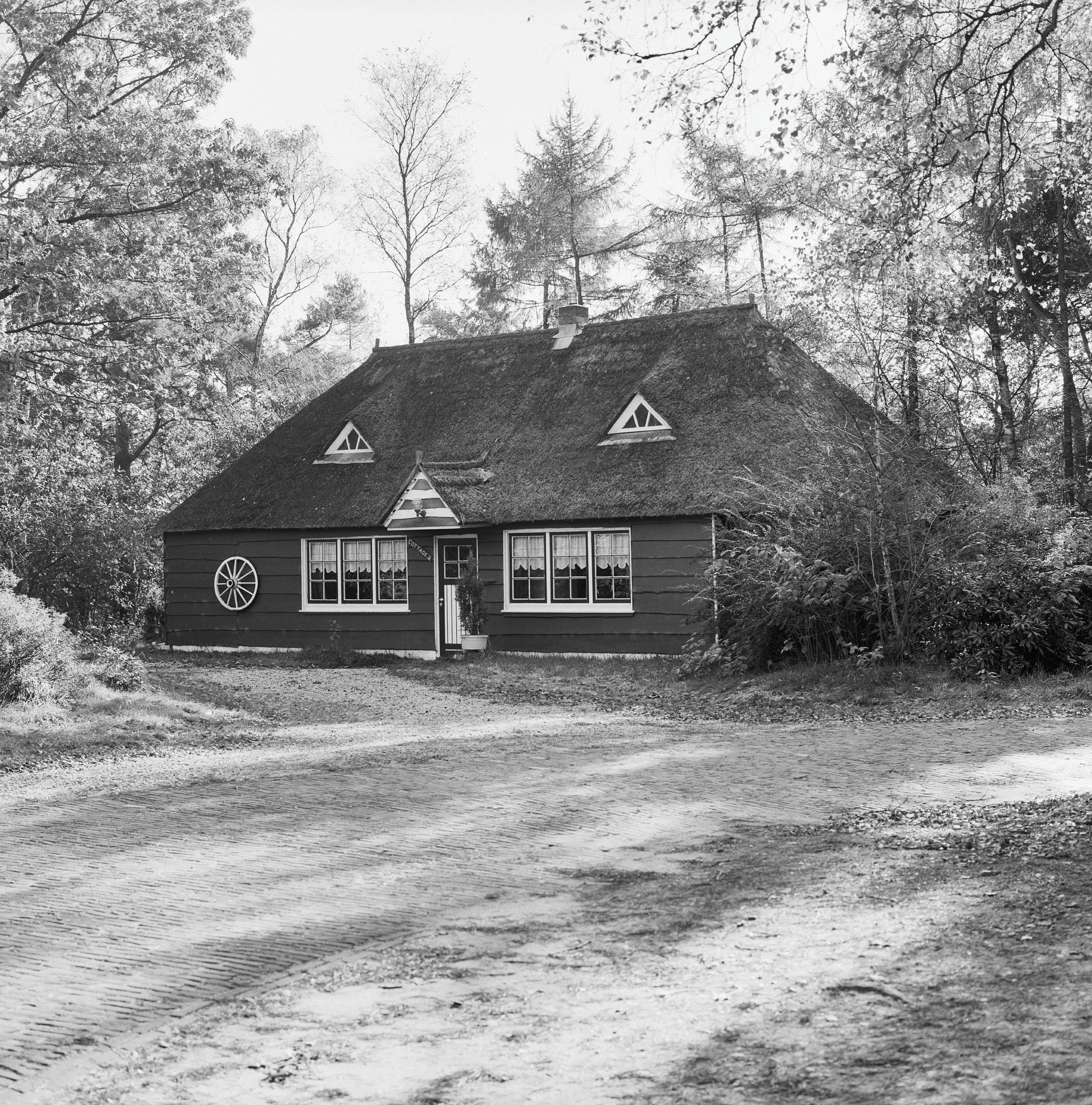
Hotel-restaurant In den Swarten Ruijter, voorgevel houten logeergelegenheid; gebouwd 1934.

- Dubbel landhuis Soerenseweg 142-144 (Apeldoorn)
- Landhuisje Huininkweg (Lochem)
- Landhuis Driegees Holterbergweg 15 (Holten)
- Landhuis De Boschrand Enkweg 17 (Holten)
- Landhuis Lemelerweg 7 (Ommen)
- Landhuis Raeskin (Zundert)
- Landhuis Crito Holterbergweg 13 (Holten)
- Woonhuis De Reehoek Ericaweg 3 (Holten)
- Landhuis Holterbergweg 19 (Holten)
- Landhuisje op de Holterberg Type A, B en C (Holten)
- Landhuis Albertlaan 10 (Nunspeet)
- Landhuis Holterbergweg, Motieweg (Holten)
- Landhuis Wilhelminalaan 57 (vroeger 45)(Harderwijk)
- Landhuis Sukabumi Ericaweg 1 (Holten)
- Landhuis De Vrijhof Lage Lochemseweg 20 (Almen)
- Landhuis Eeckenholt Enkweg 7 (Holten)

Gemeentelijk monument in Apeldoorn:
- Woonhuis “Huis Buis” Valkenberglaan 31 (Apeldoorn)[3]

Hotels:
- Hotel De Holterberg Forthaarsweg 1 (Holten) (Verbouwd van theehuis tot hotel. Verwoest in 1945 ten gevolge van oorlogshandelingen)
- Hotel "Hoog Holten" Forthaarsweg 7 (Holten)
- Hotel-restaurant "De Swarte Ruijter" Holterbergweg 7 (Holten)

- Gemeinsame Normdatei: 121549313
- International Standard Name Identifier: 0000 0000 3383 5638
- Library of Congress Control Number: n99281062
- Nederlandse Thesaurus van Auteursnamen: 183751183
- Virtual International Authority File: 55006573
- WorldCat: E39PBJB4h3GpvhW7F9QmMhpVmd